# Going Under
Going Under – singel zespołu Evanescence wydany w 2003 r.

## Lista utworów
1. Going Under
2. Going Under (Live Acoustic)
3. Heart Shaped Box (Live Acoustic)
4. Going Under (Enhanced Video)